# واتووانی
واتووانی (به لاتین: Vatovavy) یک منطقهٔ مسکونی و شهرستان در ماداگاسکار است که در فیانارانسوا واقع شده‌است. واتووانی ۷۰۵٬۶۷۵ نفر جمعیت دارد.